# Fonetyka akustyczna
Fonetyka akustyczna – dział fonetyki zajmujący się badaniem dźwięku ze względu na fizyczne właściwości fal wytwarzanych przy mówieniu takich jak częstotliwość, długość fali, wysokość, amplituda itp.
Do badań w dziedzinie fonetyki akustycznej wykorzystuje się specjalistyczne oprogramowanie (np. Praat). Wyniki tych badań nie tylko pomagają poznać mowę ludzką, ale znajdują także praktyczne zastosowanie w rozmaitych formach komunikacji między maszyną a człowiekiem (wejścia głosowe, wyjścia głosowe, programy czytające tekst). Analiza akustyczna pozwala także na identyfikację mówiącego, toteż bywa wykorzystywana w kryminalistyce.